# Эверетт, Брент
Брент Эверетт (англ. Brent Everett), настоящее имя Дастин Гермейн (англ. Dustin Germaine; род. 10 февраля 1984) — канадский гей-порно модель, актёр и режиссёр.
С момента своего первого появления в начале 2003 года, Эверетт снялся в более 21 фильме для различных студий.

## Биография
В своей ранней работе Брент был классифицирован как женоподобный мужчина. Однако, в последнее время, он стал набирать мышечную массу и уже не вписывался в этот термин. У него есть несколько определяющих татуировок на руках. Татуировка на правой руке представляет собой три китайских иероглифа, которые читаются как «Дастин» (da si ting 达斯汀). Также у него есть две татуировки, которые расположены чуть ниже левого локтя. Его внушительный (21,5 см.) обрезанный пенис, спортивная фигура и привлекательность сделали его одним из самых известных и популярных гей-порноактёров.
Эверетт снимался без презерватива (незащищённый секс) в фильмах для различных студий (в том числе, его дебют без презерватива в США для Tipo Sesso, когда ему было 18 лет). В большинстве фильмов он снимался со своим парнем Чесом МакКинзи, с которым он начал свою карьеру в порно (однако он принимал участие в незащищенном анальном сексе и с другими актёрами).
Брент не подписывал никаких контрактов ни с одной студией, в отличие от других актёров. Это позволило ему перейти от одной крупной порно-компании к другой. Он снялся как модель в сентябрьском номере журнала Freshmen magazine’s, также было много съемок для Playguy magazine. В 2004 году он снялся вместе с Брентом Корриганом на Cobra Video’s в спорном видео Schoolboy Crush.
Для дальнейшего роста в своей карьере в порно, Эверетт открыл свой собственный веб-сайт в конце 2004 года, предлагая видео, загрузку изображений, онлайн-общение при помощи веб-камеры, и интернет-магазин, где он продавал своё использованное нижнее белье. Кроме того, он создал свою собственную дистрибьюторскую компанию под названием Triple X Studios, в которой он играет и снимает свои картины.
В августе 2006 года Channel 1 Releasing объявил, что Брент появится в 3 новых фильмах. Он дал интервью Джейсону Секресту на радио KSEX 8 ноября 2007.
В сентябре 2008 года, Брент заявил, что планирует заключить однополый брак с гей-порно звездой Стивом Пене, что и произошло на частной церемонии 3 октября 2008 года в Сан-Диего, Калифорния. Разошлись в 2017 году.

## Награды и номинации
- 2006 — GRABBY Awards — Лучшая Duo-секс сцена: SuperSoaked (номинация)
- 2006 — Freshmen Magazine — Мужчина года по версии журнала Freshmen (победа)
- 2007 — Voted #1: Top 5 men in porn — PornConfidential
- 2007 — GAYVN Awards — Лучшая секс-комедия: Little Big League 2 (номинация)
- 2007 — Voted #1: Top 10 men in porn — JasonCurious.com
- 2008 — Voted #1: Top 5 men in porn — PornConfidential
- 2008 — Международная порнозвезда года — Under 27
- 2008 — Voted #1: Top 10 men in porn — JasonCurious.com
- 2009 — Cybersocket Web Award — Лучшая порнозвезда интернет-сайта (номинация)
- 2009 — Cybersocket Web Award — Лучший онлайн XXX показ (победа)
- 2010 — Cybersocket Web Award — Лучшее любительское видео сети (номинация)
- 2010 — Cybersocket Web Award — Лучший порно-блог (номинация)
- 2010 — Cybersocket Web Award — Лучшая порнозвезда (номинация)
- 2010 — Gayvn Award — Веб-исполнитель года (победа)
- 2010 — JRL Award — Лучший гей порносайт (победа)
- 2010 — Cybersocket Web Award — Лучшая любительская веб-камера (победа)
- 2010 — Gayvn Award — Лучший сайт порнозвезды (победа)[5]

## Фильмография
- 2003 — Barebacking Across America
- 2003 — Schoolboy Crush
- 2003 — Cruising It Studio 2000
- 2003 — Sex Motel
- 2003 — Cruisemaster’s Road Trip 5
- 2003 — Best of Brent Everett
- 2004 — My Overstuffed Jeans (Catalina Video)
- 2004 — Boyland (All worlds video)
- 2004 — Little Big League (Channel 1 releasing). Режиссёр — Doug Jefferies
- 2005 — Super Soaked (Falcon Studios). Режиссёр — ChiChi LaRue
- 2005 — Wicked (Channel 1 releasing). Режиссёр — ChiChi LaRue
- 2006 — Wantin' More (BrentEverett.com)
- 2006 — Sized Up (Channel 1 releasing).Режиссёр — ChiChi LaRue
- 2006 — Starting Young 2 (Channel 1 releasing). Режиссёр — ChiChi LaRue
- 2006 — Lookin for Trouble (Channel 1 releasing). Режиссёр — Doug Jefferies
- 2006 — Little Big League 2: 2nd Inning (Channel 1 releasing). Режиссёр — Doug Jefferies
- 2006 — Vancouver Nights (Fierce Dog) (не порно-роль)
- 2007 — Rascal Superstar Series 'Brent Everett' (Channel 1 releasing). Режиссёр — ChiChi LaRue
- 2010 — Brent Everett Is Wetter Than Ever (Channel 1 Releasing)

А также другие картины, в которых снимался Брент:
- Navy Blues as Sea man Mitchell
- Gay Pornstars as Jake (не порно-роль)

## Отзывы
- Endorsement deal: Maxpro Condoms
- Endorsement deal: Rock Hard Extreme — Herbal aphrodisiac